# Lista de minúsculos do Novo Testamento

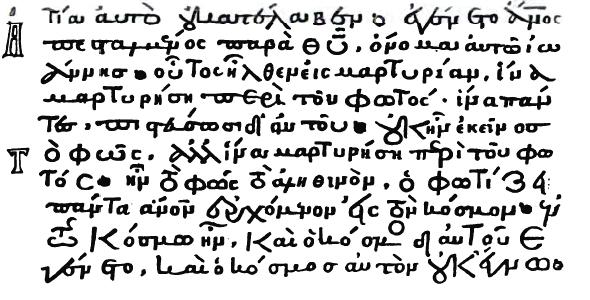
Codex Ebnerianus, Minúsculo 105, (sec 12), João 1:5b-10

Um Novo Testamento minúsculo é uma cópia de uma porção do Novo Testamento escrito em grego cursivo (desenvolvido do Uncial). Muitos dos minúsculos foram escritos em pergaminhos. Papel foi usado desde o século XII.

## Lista
- Minúsculo 1
- Minúsculo 2
- Minúsculo 13
- Minúsculo 28
- Minúsculo 113
- Minúsculo 177
- Minúsculo 543
- Minúsculo 699
- Minúsculo 715
- Minúsculo 2437

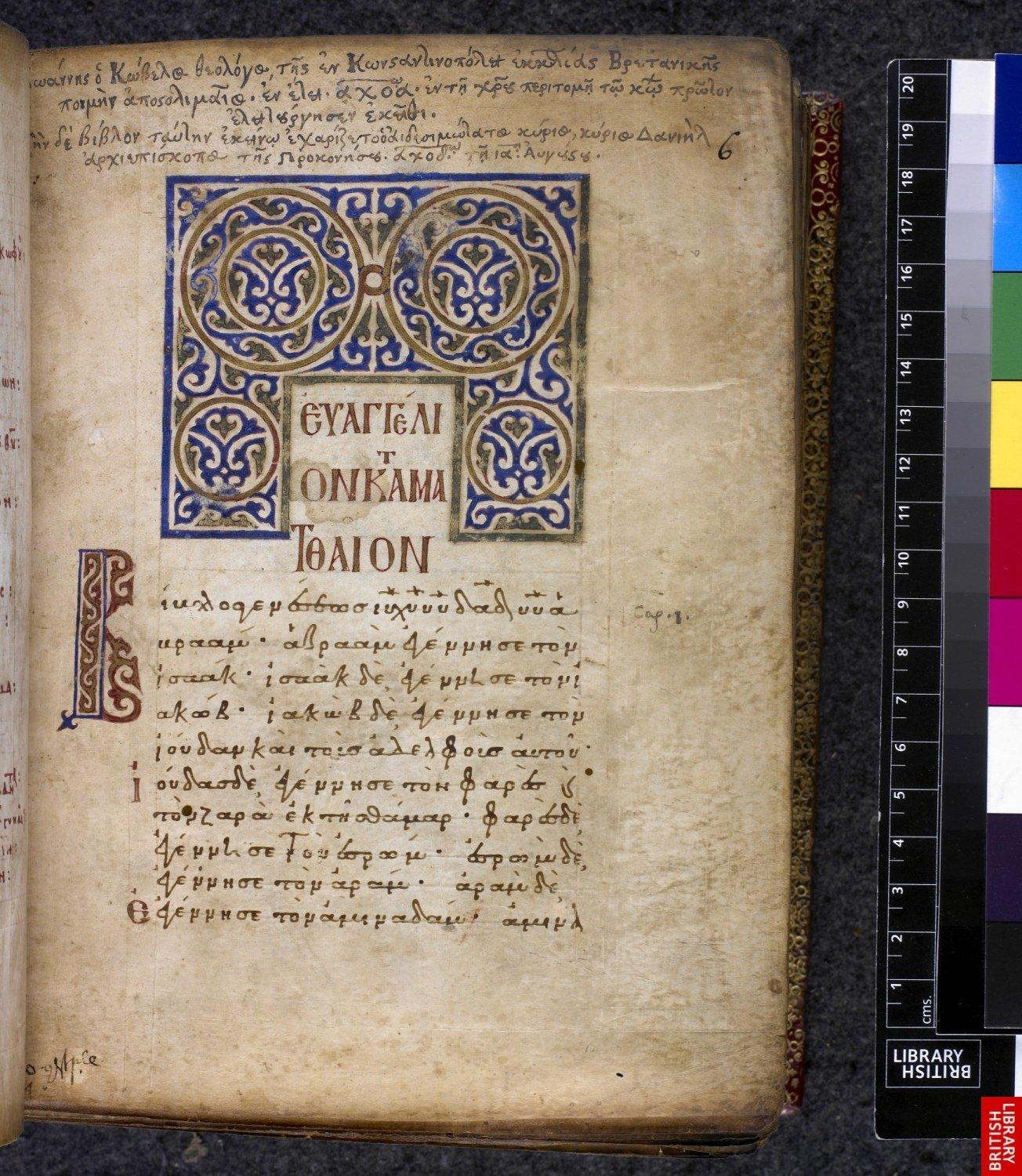
Minúsculo 65
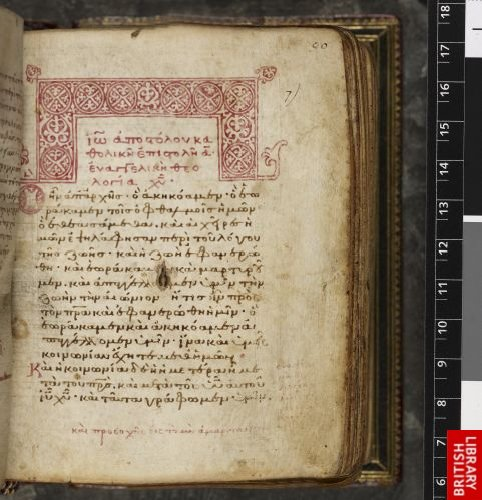
Minúsculo 104
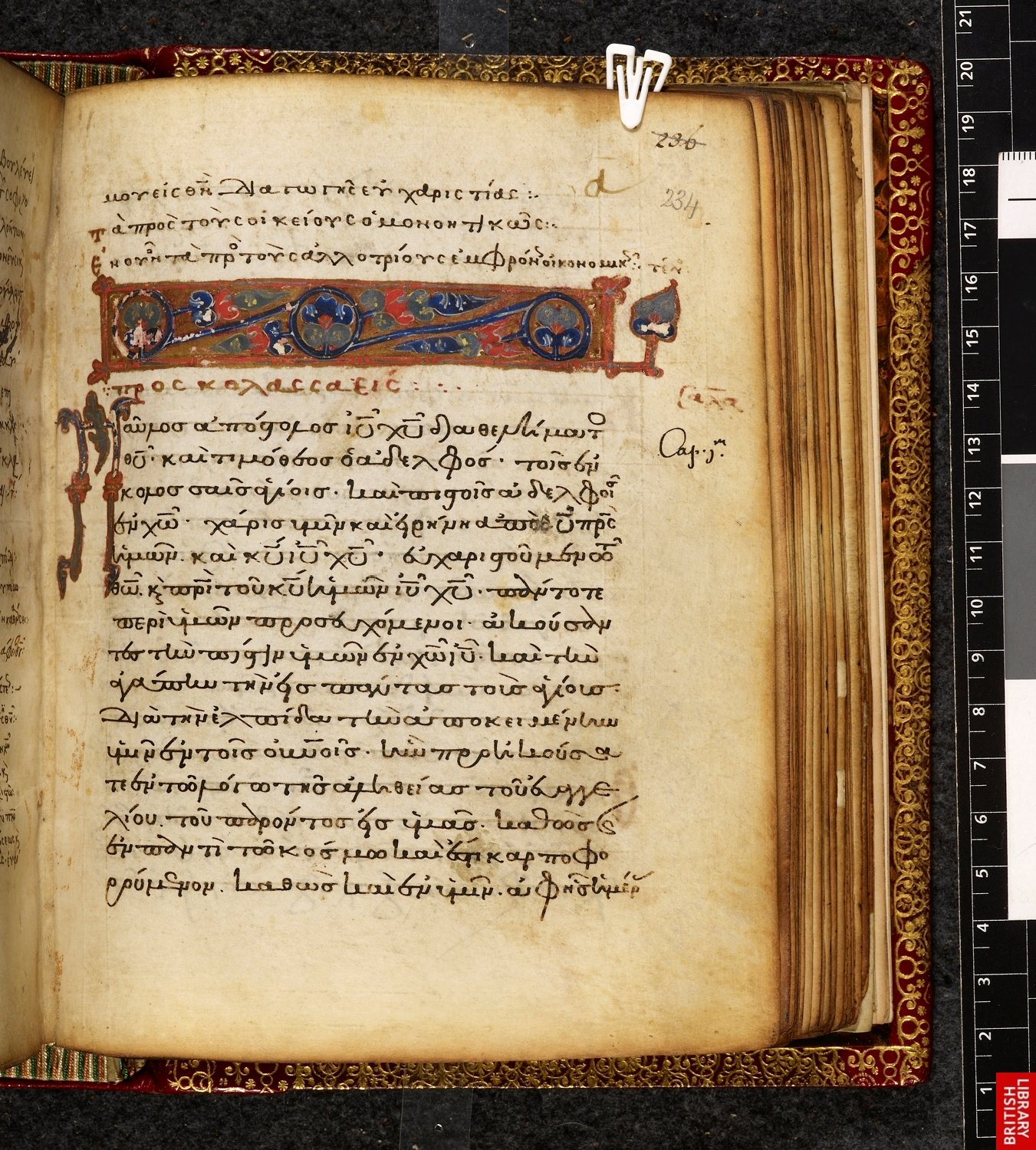
Minúsculo 321
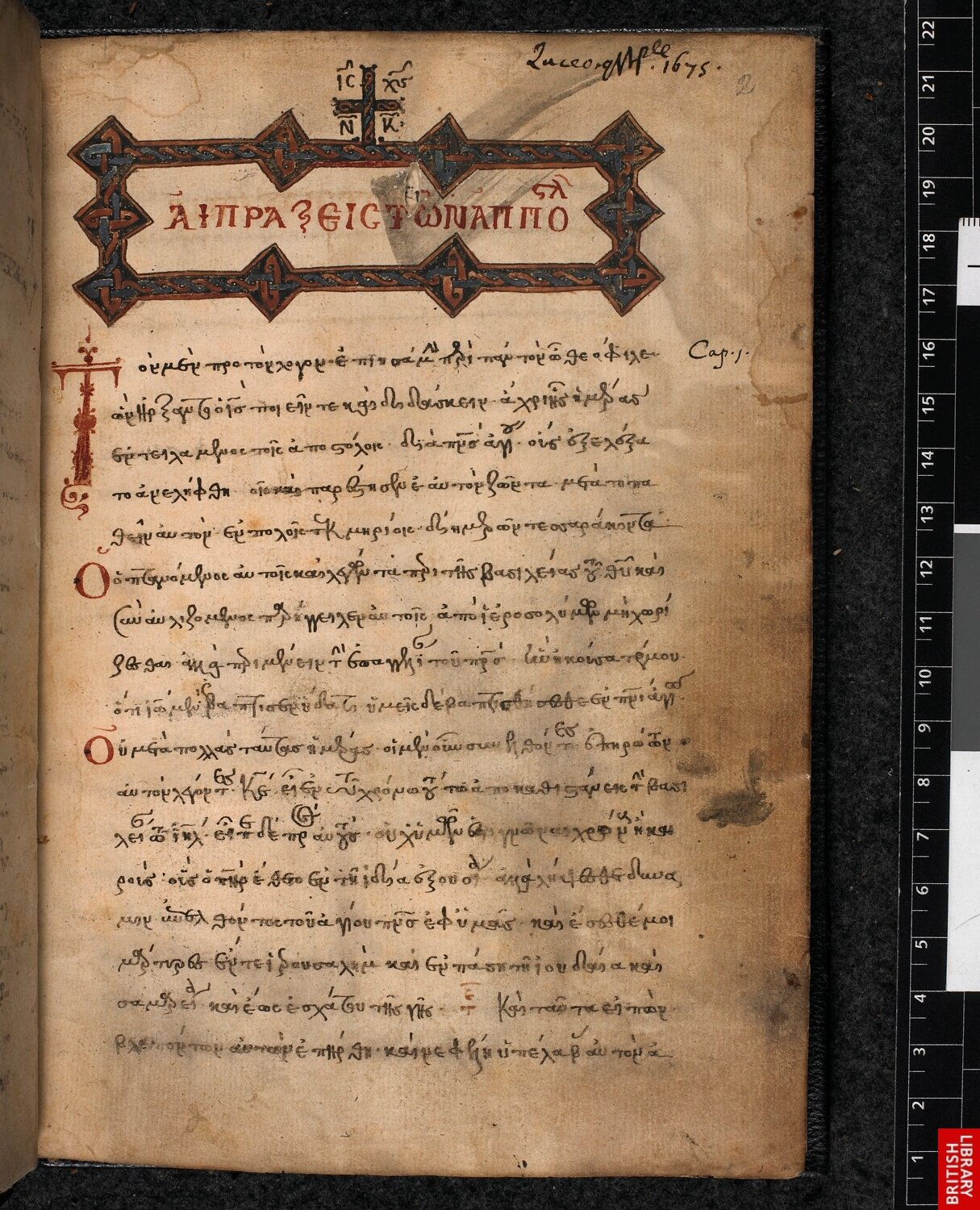
Minúsculo 322
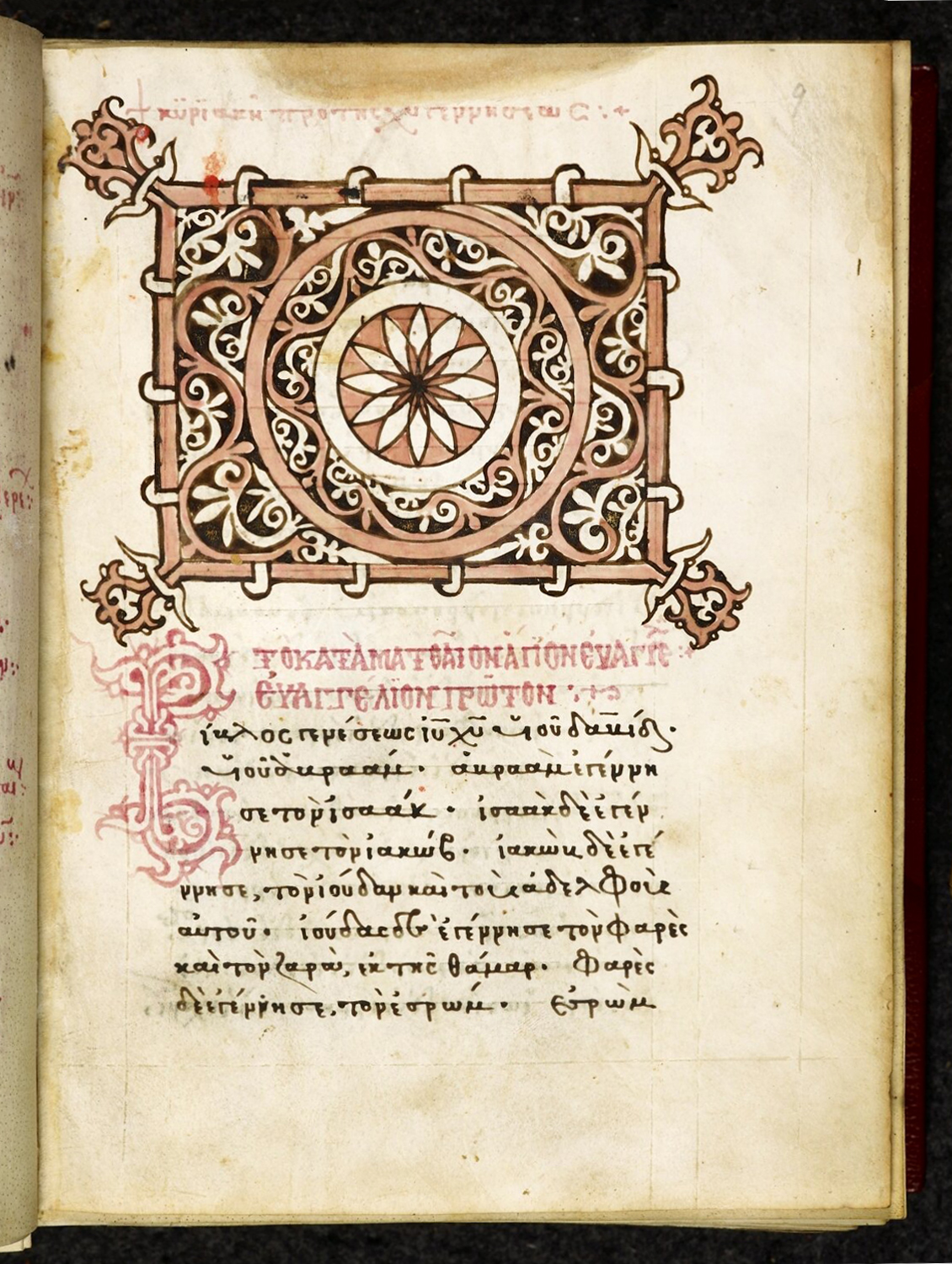
Minúsculo 447
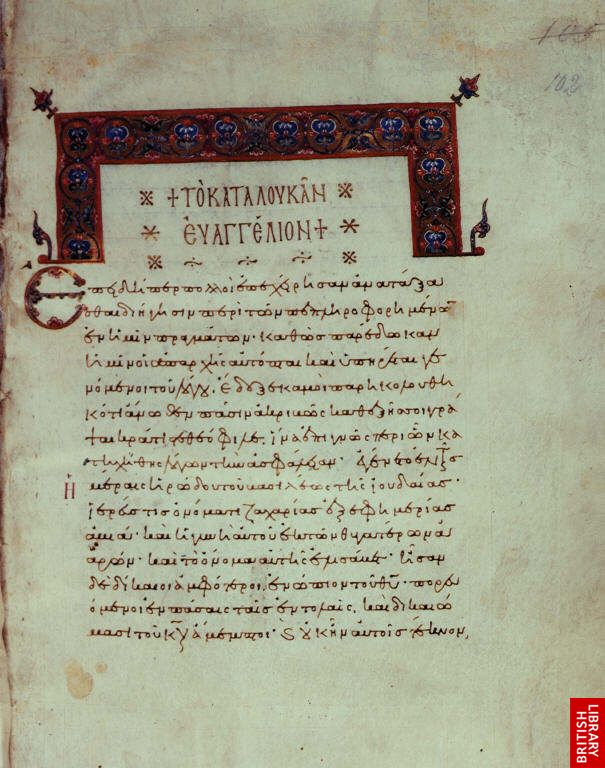
Minúsculo 481
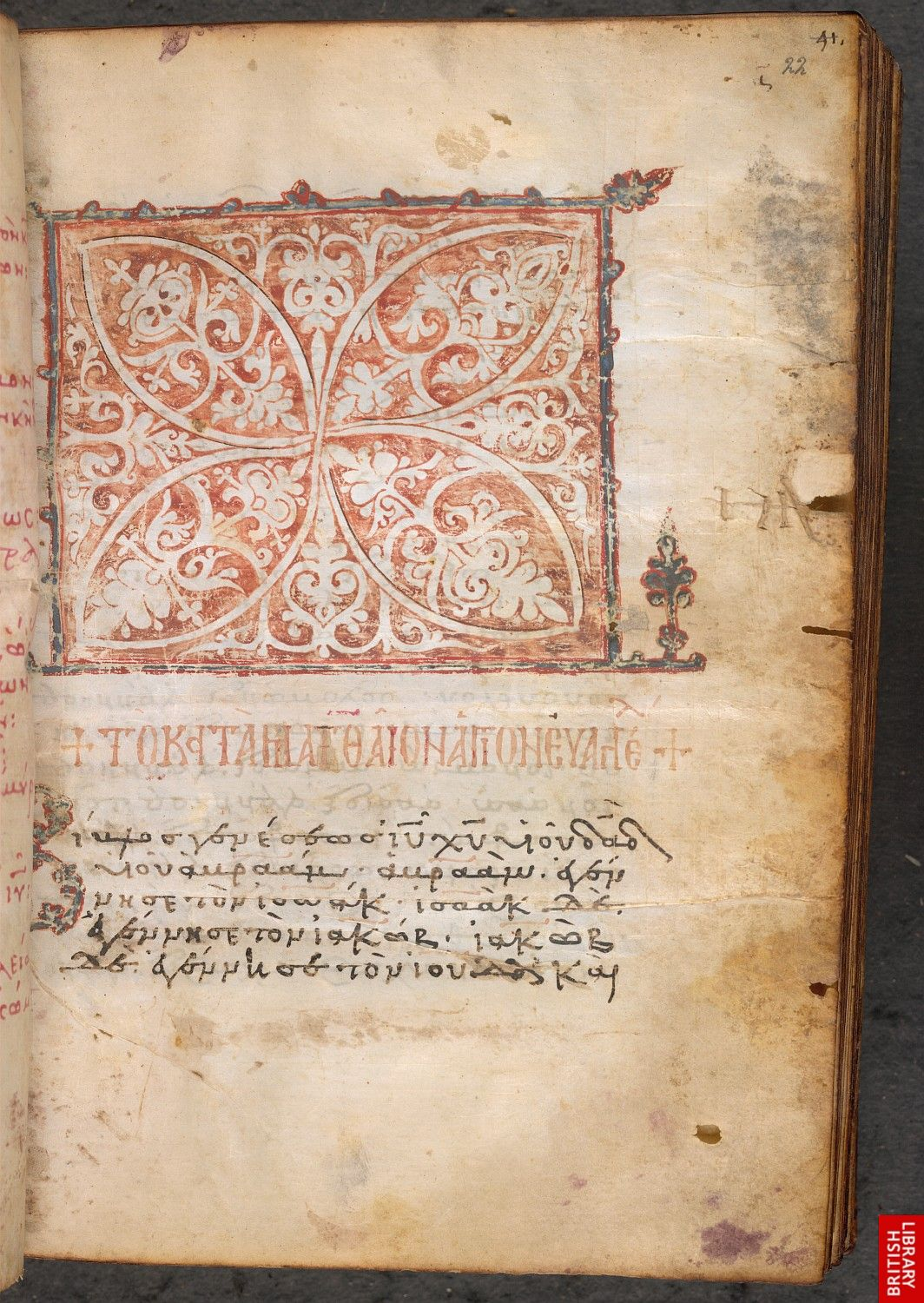
Minúsculo 485
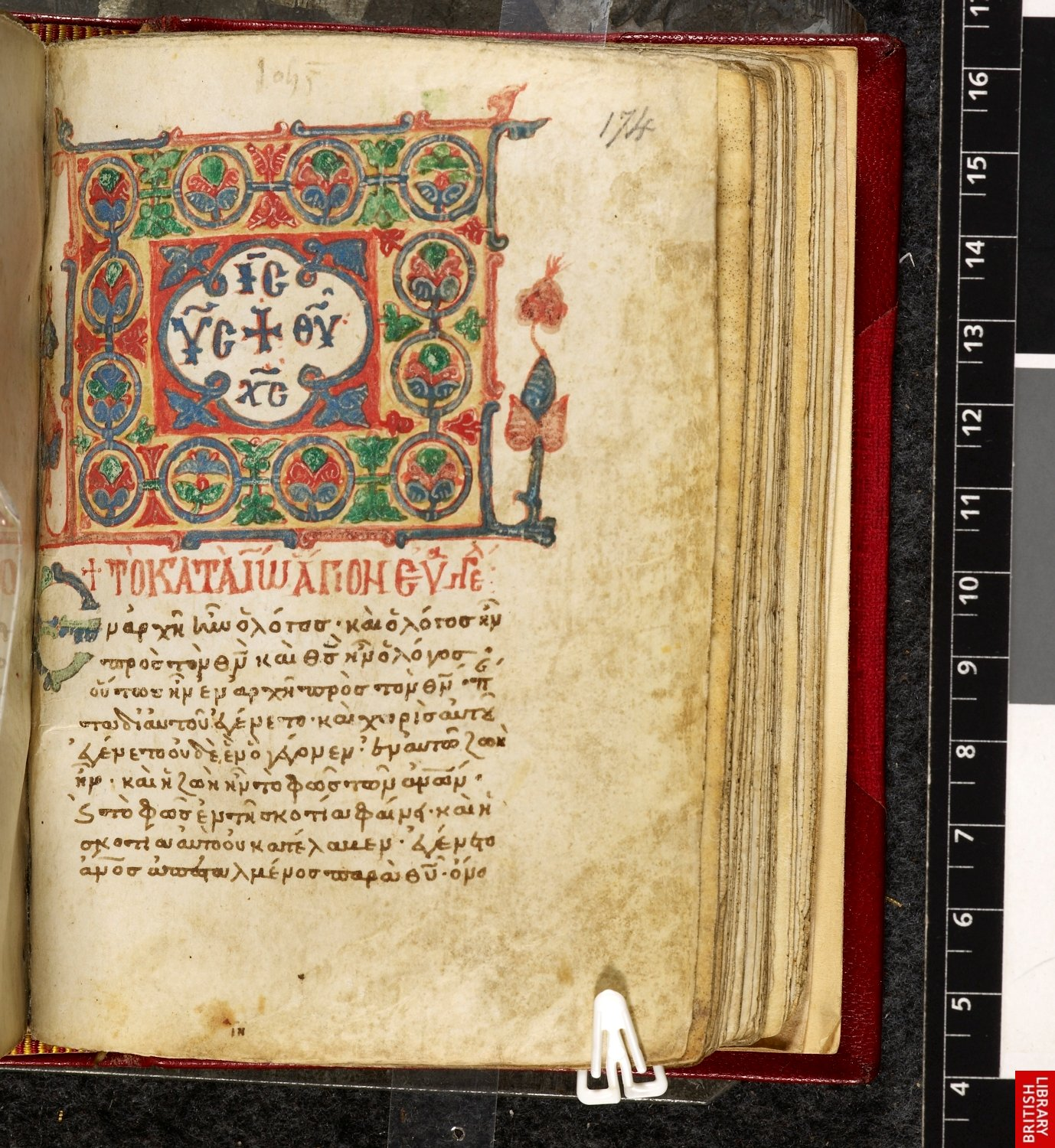
Minúsculo 505